# Osteocondrosi
Con il termine osteocondrosi o osteocondrite si indica un gruppo di patologie che riguardano l'osso (osteo-) e la cartilagine (condro) e che hanno una eziopatogenesi degenerativa (-osi).
Sono una condizione patologica idiopatica dell'età evolutiva, autolimitante, con alterazioni dell'ossificazione a livello della cartilagine di accrescimento, che si consuma dando origine a osteonecrosi.

## Localizzazione ossea
Le osteocondrosi anatomicamente possono essere distinte in:
- osteocondrosi epifisarie: interessano l'epifisi;[2]
- osteocondrosi apofisarie: interessano un'apofisi, ovvero una salienza ossea (sporgenza scheletrica) da cui origina o si inserisce un tendine, e quindi un muscolo.

## Classificazione per sede
L'osteocondrosi non si manifesta in un singolo osso. A seconda dell'osso interessato, si classificano le seguenti forme di osteocondrosi:
- Vertebre dorsali centrali: sindrome di Scheuermann
- Vertrebre cervicali: osteocondrosi cervicale
- Testa femorale: malattia di Legg-Calvé-Perthes
- Apofisi tibiale anteriore: sindrome di Osgood-Schlatter
- Polo inferiore della rotula all'inserzione del tendine rotuleo: malattia di Sinding-Larsen-Johansson
- Scafoide tarsale: sindrome di Kohler I
- Testa del II-III metatarsale: Sindrome di Köhler-Freiberg
- Apofisi posteriore del calcagno: deformità di Haglund
- Osso Semilunare: sindrome di Kienböck
- Epifisi prossimale tibia: sindrome di Blount
- Osteocondrosi dissecante del ginocchio: malattia di Konig
- Base del V Metatarso: malattia di Iselin
- Calcagno: malattia di Sever

L'osteocondrite dissecante è una forma particolare di osteocondrosi, spesso diffusa in molte ossa diverse e dove la cartilagine dà origine a frammenti.